# Ба-Керекет
Ба-Керекет (англ. Bas-Caraquet) — село в Канаді, у провінції Нью-Брансвік, у складі графства Глостер.

## Населення
За даними перепису 2016 року, село нараховувало 1305 осіб, показавши скорочення на 5,4%, порівняно з 2011-м роком. Середня густина населення становила 42,1 осіб/км².
З офіційних мов обидвома одночасно володіли 375 жителів, тільки англійською — 10, тільки французькою — 915. Усього 5 осіб вважали рідною мовою не одну з офіційних.
Працездатне населення становило 61,3% усього населення, рівень безробіття — 12,3%.
Середній дохід на особу становив $32 187 (медіана $25 472), при цьому для чоловіків — $39 375, а для жінок $24 474 (медіани — $30 677 та $21 760 відповідно).
20,2% мешканців мали закінчену шкільну освіту, не мали закінченої шкільної освіти — 44,1%, 36,1% мали післяшкільну освіту, з яких 10,5% мали диплом бакалавра, або вищий.
| Статево-вікова структура населення | Статево-вікова структура населення | Статево-вікова структура населення | Статево-вікова структура населення | Статево-вікова структура населення |
| ---------------------------------- | ---------------------------------- | ---------------------------------- | ---------------------------------- | ---------------------------------- |
|                                    |                                    |                                    |                                    |                                    |
| Всього                             | Всього                             | 50,2%49,8%                         |                                    |                                    |
| 0 — 14 років                       | 0 — 14 років                       |                                    | 8,4%                               | 8,4%                               |
| 15 — 64 років                      | 15 — 64 років                      |                                    | 66%                                | 66%                                |
| 65 і більше                        | 65 і більше                        |                                    | 25,6%                              | 25,6%                              |
| 85 і більше                        | 85 і більше                        |                                    | 3,4%                               | 3,4%                               |
| Середній вік (років)               | Середній вік (років)               | 48,650,7                           | 49,6                               | 49,6                               |
| Медіана (років)                    | Медіана (років)                    | 52,954,5                           | 53,6                               | 53,6                               |
| — чоловіки — жінки                 |                                    |                                    |                                    |                                    |

| Походження мешканців:     | Походження мешканців:     | Походження мешканців: | Походження мешканців: | Походження мешканців: |
| ------------------------- | ------------------------- | --------------------- | --------------------- | --------------------- |
| Походження                |                           |                       | осіб                  | %                     |
| Корінні американці        | Корінні американці        |                       | 60                    | 4.63%                 |
| Інше північноамериканське | Інше північноамериканське |                       | 1 165                 | 89.96%                |
| Європейське               | Європейське               |                       | 220                   | 16.99%                |
| британське                | британське                |                       | 30                    | 2.32%                 |
| французьке                | французьке                |                       | 185                   | 14.29%                |

## Клімат
Середня річна температура становить 4,3°C, середня максимальна – 21,6°C, а середня мінімальна – -15,4°C. Середня річна кількість опадів – 1 089 мм.
| Клімат поселення                              | Клімат поселення | Клімат поселення | Клімат поселення | Клімат поселення | Клімат поселення | Клімат поселення | Клімат поселення | Клімат поселення | Клімат поселення | Клімат поселення | Клімат поселення | Клімат поселення | Клімат поселення |
| Показник                                      | Січ.             | Лют.             | Бер.             | Квіт.            | Трав.            | Черв.            | Лип.             | Серп.            | Вер.             | Жовт.            | Лист.            | Груд.            |                  |
| Середній максимум, °C                         | −4,5             | −4,41            | 0,97             | 6,99             | 13,87            | 19,77            | 21,61            | 21,15            | 16,03            | 10,16            | 4,40             | −2,61            |                  |
| Середня температура, °C                       | −9,96            | −9,89            | −4,51            | 1,50             | 8,39             | 14,31            | 18,43            | 17,97            | 12,85            | 6,97             | 1,18             | −5,79            |                  |
| Середній мінімум, °C                          | −15,44           | −15,36           | −9,99            | −3,97            | 2,92             | 8,83             | 15,24            | 14,79            | 9,68             | 3,80             | −2               | −8,97            |                  |
| Норма опадів, мм                              | 101              | 77               | 84               | 80               | 84               | 76               | 87               | 105              | 74               | 104              | 107              | 110              |                  |
| Середньомісячна швидкість вітру, м/с          | 5.07             | 4.79             | 4.74             | 4.49             | 4.16             | 3.80             | 3.46             | 3.55             | 3.91             | 4.47             | 4.74             | 5.15             |                  |
| Середньомісячна сонячна радіація, кДж/м²·день | 4766             | 8368             | 12403            | 15659            | 18416            | 20350            | 19769            | 17315            | 12660            | 7789             | 4568             | 3570             |                  |
| --------------------------------------------- | ---------------- | ---------------- | ---------------- | ---------------- | ---------------- | ---------------- | ---------------- | ---------------- | ---------------- | ---------------- | ---------------- | ---------------- | ---------------- |
| Джерело:                                      |                  |                  |                  |                  |                  |                  |                  |                  |                  |                  |                  |                  |                  |